# Couleur sienne
Couleur sienne est un récit de Françoise Gérard publié par La Chambre d'échos.
L'histoire débute au cinéma, comme dans un film. Une enfant met en scène son père, saltimbanque disparu comme un voleur, mais qui reviendra, imagine-t-elle, en grand seigneur. Il lui avait confié une tâche, nettoyer des briques couleur de la terre du Nord, avec lesquelles, palimpsestes, elle construit ou reconstruit les scénarios. Comme le dernier mot d'elle, la dernière image de lui est le point de départ de toutes les rêveries. Couleur sienne est le récit d'une attente, qui suscite un flux ininterrompu de questions, d'émotions, de sensations.

## Sources
- Article paru dans Le Matricule des anges